# George Hamilton Pettit
Pour les articles homonymes, voir Pettit.
Evan Eugene Fraser (10 août 1872-5 juin 1953) est un homme politique canadien de l'Ontario. Il est député fédéral conservateur de la circonscription ontarienne de Welland de 1925 à 1935.

## Biographie
Né à Richmond en Ontario, Pettit étudie à l'école publique de Cornwall et à la Osgoode Hall Law School d'où il gradue en 1894. Président de la Welland County Telephone Company, il est également juge remplaçant du comté de Welland (en).
Élu en 1925 et réélu en 1926 et 1930, il ne se représente pas en 1935.